# Arniquet
Arniquet (en criollo haitiano Anikè) es una comuna de Haití, que está situada en el distrito de Port-Salut, del departamento de Sur.

## Historia
Pasó a ser comuna en 1980.

## Secciones
Está formado por las secciones de:
- Lazarre
- Anse à Drick
- Arniquet (que abarca la villa de Arniquet)

## Demografía
| Gráfica de evolución demográfica de Arniquet entre 2009 y 2015 |
|                                                                |

Los datos demográficos contemplados en este gráfico de la comuna de Arniquet son estimaciones que se han cogido de 2009 a 2015 de la página del Instituto Haitiano de Estadística e Informática (IHSI). 